# Pinar Salinas
Pinar Salinas är en ort i Mexiko.   Den ligger i kommunen Zinacantán och delstaten Chiapas, i den sydöstra delen av landet, 700 km öster om huvudstaden Mexico City. Pinar Salinas ligger 1 809 meter över havet och antalet invånare är 399.
Terrängen runt Pinar Salinas är huvudsakligen kuperad, men söderut är den bergig. Runt Pinar Salinas är det ganska tätbefolkat, med 139 invånare per kvadratkilometer. Närmaste större samhälle är San Cristóbal de las Casas, 13,1 km öster om Pinar Salinas. I omgivningarna runt Pinar Salinas växer huvudsakligen savannskog.